# Забашевичівська сільська рада
Забашевичівська сільська рада (біл. Забашавіцкі сельсавет) — колишня адміністративно-територіальна одиниця в складі Борисовського району розташована в Мінській області Білорусі. Адміністративним центром було село — Забашевичі.
Забашевичівська сільська рада була розташована на межі центральної Білорусі, на північному сході Мінської області орієнтовне розташування — супутникові знимки [Архівовано 25 серпня 2011 у WebCite], південніше районного центру Борисов.
Рішенням Мінської обласної ради депутатів від 28 травня 2013 року, щодо змін адміністративно-територіального устрою Мінської області, сільську раду було ліквідовано.
До складу сільради входили 15 населених пунктів:
- Забашевичі • Забашівка • Заруччя • Застінок • Червоне • Мурашки • Нітієвщина • Новищино • Плоске • Рибачне • Святе • Слобідка • Смолля • Устрона • Шаблинщина.

## Склад
Забашевічскій сільрада включає 15 населених пунктів:
- Забашевічі - агрогородок.
- Забашевка - село.
- заручитися - село.
- Застенок - село.
- Червоне - село.
- Мурашки - село.
- Нітіевщіна - село.
- Новіщіно - село.
- Плоске - село.
- Рибачное - село.
- Святе - село.
- Слобідка - село.
- Смоли - село.
- Устроня - село.
- Шаблінщіна - село.